# Герб Улан-Батора
Герб Улан-Батора (монг. Улаанбаатар хотын сүлд тэмдэг) — является символом города Улан-Батора, столицы Монголии.

## Описание
На щите тёмно-синего цвета, символизирующем небо, располагается фронтальное каноническое изображение мифического царя птиц, белого Хан-Гаруды (монг. Хангарьд), держащего в лапах нагу-змею, своего вечного противника. Образ Гаруды был выбран оттого, что Хан-Гаруда считается покровителем священной горы Богд-Хан-Уул, у северного подножия которой располагается Улан-Батор.
В своей правой руке Хан-Гаруда держит «ключ, открывающий тысячи дверей»; в левой — розовый лотос — символ счастья. Во вздыбленных волосах Хан-Гаруды находится национальный символ Монголии — соёмбо.